# サムナンプレ

サムナンプレの例題

サムナンプレは、ナンバープレース（以下「ナンプレ」と表記）にルールを付加したペンシルパズルである。

## ルール
1. 縦の列・横の列・太い線で区切られた3×3のブロックには、それぞれ1から9までの数が1つずつ入る。
2. 色または点線の枠で分けられたエリアに入る数字の合計は、そのエリアの左上に書かれた数と等しくなるようにする。
3. 1つのエリアに同じ数字は入らない。

ナンプレのルール（ルールの1）にサムクロスのルール(2,3)を付加したものである。

## 歴史
サムナンプレは、日本のパズル作家三沢美由紀によって考案され、世界文化社発行の「ナンクロ」誌1994年9月号で初めて発表された。
2005年にタイムズが「Killer-Sudoku」の名称で連載を始めてからヨーロッパでも知られるようになる。

## 解き方
最初に挙げた例題のように、サムナンプレではどのマスにも数字が入っていない問題も多い。このため、サムクロスのように「入る数字の組合せが少ないエリア（2マスで合計3など）」が最初の手掛かりとなる。
例題では、左上の黄色のエリア（和が3）には1と2しか入らないので、最上段の他のマスには1と2が入らない。一方、右から3列目の緑のエリア（和が4）に入る数字の組合せは1と3のみであるが、上のマスに1を入れることはできないので、上が3、下が1であることが分かる。
1列（または3×3のブロック）の数字の合計が45であることを利用して、エリア外の数字を求めることもある。

## バリエーション
原作者である三沢は、和を表示しない問題も作成している。この問題では、領域の間に等号・不等号が書かれている。領域の和同士を比較したときに不等号と一致しなくてはならない。